# Bjarne Forchhammer
Bjarne Forchhamer (né le 14 septembre 1903 à Neu-Isenburg et mort le 3 avril 1970 au Danemark) est un acteur danois.

## Biographie
Sa tante est Henni Forchhammer.
Bjarne Forchhamer est apparu dans 25 films entre 1933 et 1968.

## Filmographie
- 1938 : Kongen bød
- 1940 : Barnet
- 1940 : Vagabonden
- 1940 : Jeg har elsket og levet
- 1941 : Tante Cramers testamente
- 1941 : Peter Andersen
- 1942 : Afsporet
- 1942 : Forellen
- 1943 : Naar man kun er ung
- 1943 : Ebberød Bank
- 1944 : Biskoppen
- 1944 : Bedstemor går amok
- 1946 : Billet mrk.
- 1947 : Ta', hvad du vil ha'
- 1949 : John og Irene
- 1949 : For frihed og ret
- 1950 : Min kone er uskyldig
- 1950 : Susanne
- 1960 : Flemming og Kvik
- 1961 : Ullabella
- 1961 : Stöten
- 1961 : En blandt mange
- 1962 : Rikki og mændene
- 1968 : Det var en lørdag aften